# Georges Moran
Georges Moran (São Petesburgo, 5 de julho de 1900 – Rio de Janeiro, 7 de outubro de 1974) foi um maestro e compositor russo de família judaica, veio para o Brasil na década de 1930.